# 江宁之战
江宁之战是太平天国攻陷江蘇江寧府（今南京）的战役。
1853年3月19日，太平軍超過50萬老少男女民兵，攻佔擁有200萬人口的江寧。
3月29日，改江寧府為天京並定都於此，直到1864年7月19日被清湘軍攻陷。

## 背景

### 武漢攻至
太平軍3支水師艦隊，率先抵達江寧府（今南京）西側3座水關城門。
3月19日，外城西三城門、南雨花台城門都遭攻破，鑒戰14天後城破。
3月29日，太平天国定都江寧府，改名天京。

### 陸建瀛殉國
2月12日，太平軍攻破內城，攻至城東最後據點兩江總督府，兩江總督陸建瀛戰敗，正搭乘八抬軟轎快速至江邊改乘船離去，無奈轎夫都逃逸，陸建瀛在大街轎裡被逮捕，經洪秀全審問，陸建瀛對洪不屈怒罵不已，押陸至兩江總督府刑場行刑。

### 張國樑首救南京
漳州總兵張國樑原先派往台灣艋舺平止械鬥，卻臨時改至上海，率領1.3萬名清軍，最先抵達南京市郊救援，與太平軍爆發短暫戰鬥，太平軍這時仍未攻佔南京。

## 迫害平民
太平天國拜上帝毀儒釋，每攻克一地即強迫男女別營。當時當地多位人士在太平天國攻克南京後記錄了死難場景。
張汝南《金陵省難紀略》：“數百萬生靈，城初破死者蓋已不下數十萬矣。”
孫亦恬《金陵被難記》：“統計城中之人被戕者、自盡者不下數十萬。”
胡恩燮《患難一家言》：“城中死者無慮數十萬人。”
《張繼庚遺稿》：“外城……死難者不下萬人。”

## 江南大營
太平軍攻佔南京後5天，向榮提督率領5.5萬名清軍抵達南京市郊救援，即與張部合一，成立江南大營。